# Atrichopogon longicornis
Atrichopogon longicornis är en tvåvingeart som först beskrevs av Ewen och Saunders 1958.  Atrichopogon longicornis ingår i släktet Atrichopogon och familjen svidknott.
Artens utbredningsområde är Costa Rica. Inga underarter finns listade i Catalogue of Life.